# 贝尔蒙特卡拉布罗
贝尔蒙特卡拉布罗（義大利語：Belmonte Calabro），是意大利科森扎省的一个市镇。总面积23.89平方公里，人口2279人，人口密度95.4人/平方公里（2009年）。ISTAT代码为078013。